# Badminton nos Jogos Insulares de 2019
Nos Jogos Insulares de 2019, as partidas de badminton serão disputadas entre os dias 7 e 12 de julho no Europa Sports Complex – Sports Hall, em Gibraltar.

## Quadro de medalhas
| Pos                | Equipe             | Ouro | Prata | Bronze | Total |
| 1                  | Minorca            | 2    | 0     | 0      | 2     |
| 2                  | Guernsey           | 1    | 3     | 3      | 7     |
| 3                  | Ilha de Man        | 1    | 1     | 0      | 2     |
| 4                  | Groelândia         | 1    | 0     | 3      | 4     |
| 5                  | Saaremaa           | 1    | 0     | 0      | 1     |
| 6                  | Jersey             | 0    | 2     | 0      | 2     |
| 7                  | Ilhas Faroé        | 0    | 0     | 5      | 5     |
| Totais (7 Equipes) | Totais (7 Equipes) | 6    | 6     | 11     | 23    |

## Resultados[2]
| Evento               | Ouro                                            | Prata                                     | Bronze                                                        |
| -------------------- | ----------------------------------------------- | ----------------------------------------- | ------------------------------------------------------------- |
| Masculino individual | Minorca Eric Navarro Comes                      | Jersey Mark Constable                     | Ilhas Faroé Bartal Poulsen                                    |
| Masculino individual | Minorca Eric Navarro Comes                      | Jersey Mark Constable                     | Groelândia Jens-Frederik Nielsen                              |
| Dupla masculina      | Minorca Albert Navarro Comes Eric Navarro Comes | Jersey Mark Constable Alexander Hutchings | Guernsey Paul Le Tocq Ove Svejstrup                           |
| Dupla masculina      | Minorca Albert Navarro Comes Eric Navarro Comes | Jersey Mark Constable Alexander Hutchings | Guernsey Stuart Hardy Jordan Trebert                          |
| Feminino individual  | Saaremaa Getter Saar                            | Ilha de Man Jessica Li                    | Ilhas Faroé Rannvá Djurhuus Carlsson                          |
| Feminino individual  | Saaremaa Getter Saar                            | Ilha de Man Jessica Li                    | Ilhas Faroé Gunnva Jacobsen                                   |
| Dupla feminina       | Ilha de Man Kimberly Clague Jessica Li          | Guernsey Elena Johnson Chloe Le Tissier   | Groelândia Milka Brønlund Pilunnguaq Hegelund                 |
| Dupla feminina       | Ilha de Man Kimberly Clague Jessica Li          | Guernsey Elena Johnson Chloe Le Tissier   | Groelândia Nina Høegh Møller Sara Jacobsen                    |
| Dupla mista          | Guernsey Emily Trebert Jordan Trebert           | Guernsey Chloe Le Tissier Paul Le Tocq    | Guernsey Elena Johnson Ove Svejstrup                          |
| Dupla mista          | Guernsey Emily Trebert Jordan Trebert           | Guernsey Chloe Le Tissier Paul Le Tocq    | Ilhas Faroé Rannvá Djurhuus Carlsson Niklas Højgaard Eysturoy |
| Equipe               | Groelândia                                      | Guernsey                                  | Ilhas Faroé                                                   |